# 情報サイロ
情報サイロ (じょうほうサイロ、information silo) または情報サイロ群とは、孤立した管理システムであって、かつその内部で1つの情報システムまたはサブシステムが、関連するまたは関連すべき他のシステムとの相互運用ができない状態にあることである。従って、情報は十分に共有されないばかりか、各システムまたはサブシステム内に隔絶され続ける。たとえて言うと、穀物がサイロの中に陥入するように、情報が1つのコンテナーの中に閉じ込められてしまうのである。つまり、情報が大量にあるかもしれないし、うずたかく積み上げられていて境界内で自由に利用できるかもしれないが、そうした境界の外では何の効果もない。こうしたデータサイロは、自社のデータを生産的に活用するためデータマイニングを行いたいと考えている企業にとって障害となることが判明してきている。 

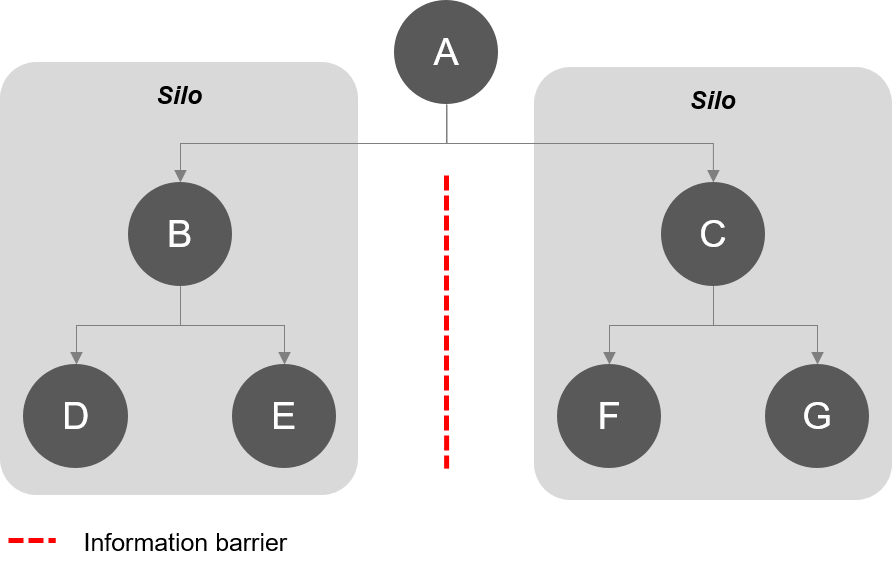
階層構造の組織における典型的な情報サイロ。

情報サイロ化は、あるデータシステムが他のデータシステムと非互換であるか、または統合されていない場合に発生する。  こうした非互換性は、データシステムの技術アーキテクチャー、アプリケーションアーキテクチャー、またはデータアーキテクチャーで発生するおそれがある。  ただし、確立したデータモデリング手法がデータ統合問題の根本的原因となっていることが示されたため、ほとんどのデータシステムは少くともデータアーキテクチャーレイヤーにおいて非互換である。

## サイロメンタリティ
経営において、サイロメンタリティという用語は組織内の情報サイロを指すことが多い。サイロメンタリティは、異なる部署が異なる目標を立てることに起因する。また、プリンシパル＝エージェント問題の変種だと言うこともできる。サイロメンタリティは比較的大規模な組織で発生することが多く、業績の悪化につながり得る上、企業文化に悪影響を及ぼす。サイロメンタリティは、共有目標の導入、内部ネットワーク作りの増進、そして階層構造のフラット化によって対処することができる。  
サイロ化の徴候は以下から窺い知ることができる。 
- 従業員数
- 組織全体の中にある部署の数
- 特殊化の度合い
- 異なるインセンティブ機構の数

コンピューティングにおけるデータサイロ、たとえばアプリケーション仮想化、OSレベル仮想化、分離カーネル等と混同しないこと。

## 語源
機能サイロ症候群という用語は、グッドイヤーとイートン・コーポレーションで組織開発と従業員関係の分野に従事し、またコンサルタントとして活躍したフィル・S・エンソル (Phil S. Ensor) (1931-2018) が1988年に造語した。「サイロ」と「ストーブパイプ」 (ストーブパイプ、ストーブパイプシステム等の語に見られる) という用語は現在区別されておらず、広く用いられている。フィル・エンソルによる「サイロ」の語法には、エンソルがイリノイ州の田舎の生まれであることと、勤務先の現代的な組織が抱えていた問題について熟考していたとき、里帰りの道中、多数の穀物サイロを通り過ぎていたことが反映されている。